# Primavalle

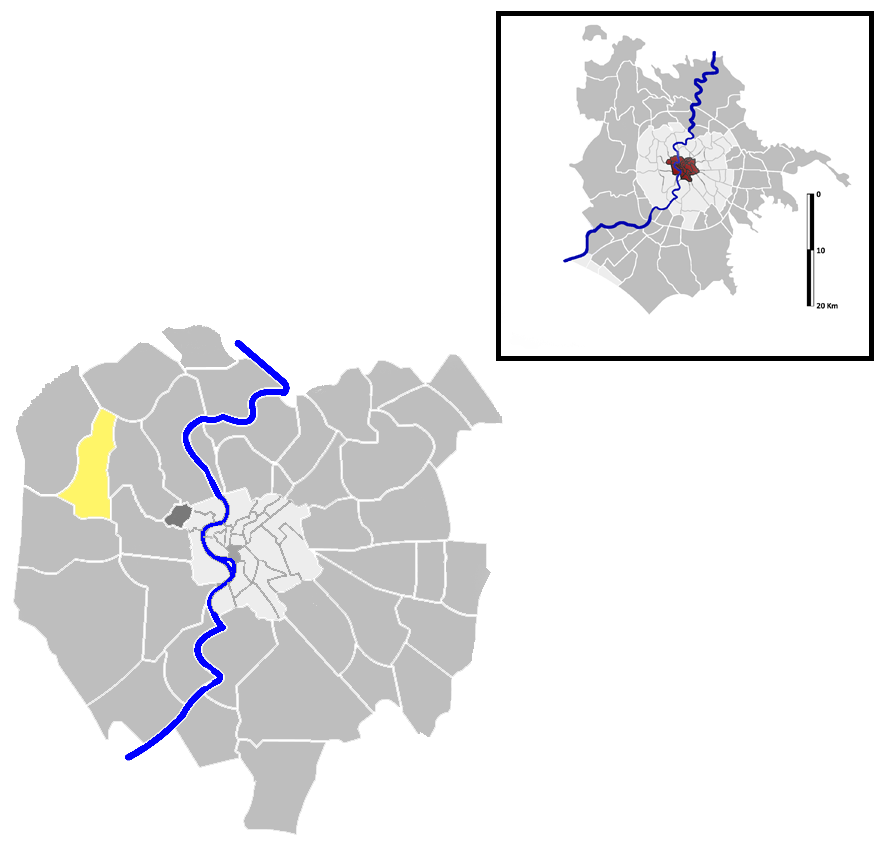
Quartiere Primavalle

Primavalle é o vigésimo-sétimo quartiere de Roma e normalmente indicado como Q. XXVII. Este mesmo topônimo indica a zona urbana 19B do Municipio XIV da região metropolitana de Roma Capitale. O nome é medieval e, aparentemente, uma referência aos vales da região.

## Geografia
O quartiere Primavalle está localizado a oeste–noroeste da cidade, ao redor do Grande Raccordo Anulare (Autostrada A90), entre a Via di Boccea ao sul e a Via Trionfale ao norte. Suas fronteiras são:
- ao norte está o subúrbio S. XI Della Vittoria, separado pela ferrovia FL3 até a via Vincenzo Chiarugi, por toda a extensão desta até a Via Trionfale e, finalmente, por esta também até a Via della Pineta Sacchetti.
- a leste estão os quartieres Q. XIV Trionfale, separado pela Via della Pineta Sacchetti, e Q. XIII Aurelio, separado pela Circonvallazione Cornelia.
- ao sul está o subúrbio S. IX Aurelio, separado pela Via di Boccea, da Piazza dei Giureconsulti até o cruzamento com a Via di Torrevecchia.
- a oeste está o subúrbio S. X Trionfale, separado pela Via di Torrevecchia, da Via di Boccea até a Via della Valle dei Fontanili, e por esta última, ao longo do Fosse dei Fontanili, até a ferrovia FL3.

Já a zona urbana tem as seguintes fronteiras:
- ao norte está a zona urbana 19D Santa Maria della Pietà.
- a nordeste está a zona urbana 19E Trionfale.
- a leste estão as zonas urbanas 19A Medaglie d'Oro e 19F Pineto.
- ao sul está a zona urbana 18B Val Cannuta.
- a oeste está a zona urbana 18C Fogaccia.

## História

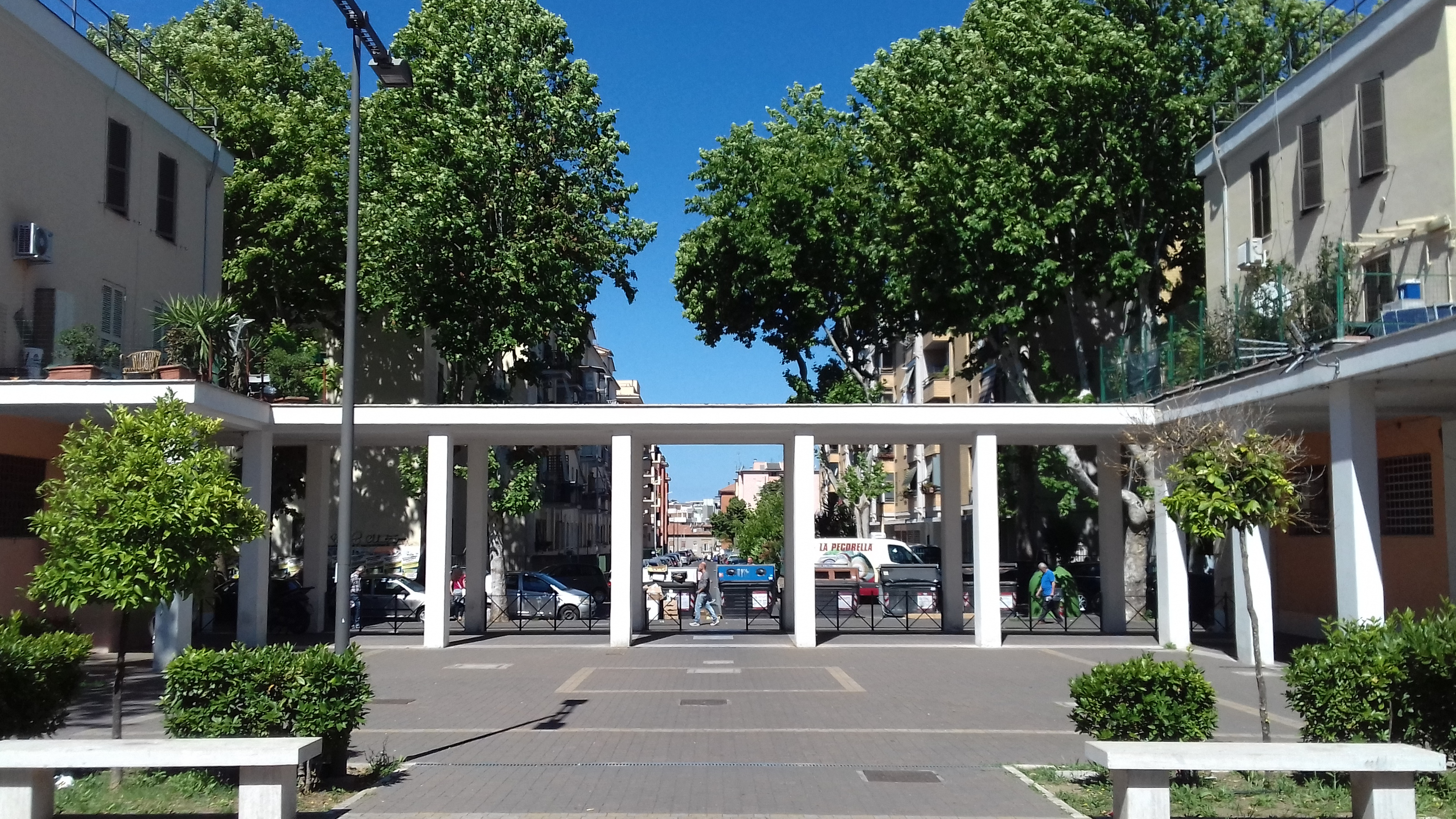
Pátio de um conjunto de casas populares em Primavalle.

Na época do Império Romano, a área atualmente ocupada pelo quartiere estava "no interior da quinta milha a partir de Roma", um limite que marcava uma fronteira precisa da cidade. Graças a algumas descobertas arqueológicas, sabe-se hoje que a região era habitada já no século I. Na esquina da Via Pietro Gasparri, na vala de Pietro Bembo, onde passava o fosso de Val Favara, existia uma estrutura de aquecimento desta época pertencente a uma villa rústica que existia na encosta da pequena colina. Um dólio (em latim: dolium), um vaso de terracota, de grandes dimensões foi descoberto em 1912 durante obras de alargamento da Via della Pineta Sacchetti (chamada na época de Via del Pidocchio). Na área hoje ocupada pelo Policlinico Agostino Gemelli existia, na época romana, uma fazenda ou uma villa rural, pois durante as obras de reestruturação do terreno entre a clínica e a Università Cattolica foram recuperados blocos de tufo quadrados e uma base em travertino.
Apesar disto, toda a região permaneceu praticamente rural por muitos séculos depois da queda do Império Romano assim como as demais zonas a oeste da cidade e que eram parte do vasto Agro Romano.
Antes de 1505, o topônimo Casalia ou Casalia Turris Vetul[a]e designava um território muito mais amplo que englobava, além das atuais regiões de Primavalle e Torrevecchia, grandes porções de Mimmoli, Sant'Agata, Palmarola, Mazzalupo, Sant'Andrea, Casal del Marmo e Marinetta. Este território pertencia ao capítulo da Basílica de São Pedro ab immemorabili, ou seja, antes desde antes de 854.
Entre 1505 e 1509, o Capítulo dividiu a vastíssima área em oito propriedades, entre as quais a nova "Tenuta di Torrevecchia" (na época limitada à alça do terreno com a torre epônima) e a "Tenuta di Primavalle", mas desde então as duas propriedades já formavam uma unidade. Se o topônimo Torrevecchia remonta a 1390, Primavalle, por sua vez, apareceu pela primeira vez num mapa utilizado por caçadores de 1547 de autoria de Eufrosino Della Volpaia. A "Propriedade de Primavalle" era então uma vasta área agrícola pertencente ao Agro Romano e limitada pela Via Boccea, Via Pineta Sacchetti e Via di Torrevecchia.
A unidade entre as propriedades de Primavalle e Torrevecchia foi quebrada em 1875. Após as leis que determinavam a liquidação dos ativos da Igreja Católica terem sido promulgadas em 1866 e 1867, o Capítulo começou a alienação, em 1875, de Torrevecchia. Nos primeiros anos da década de 1920, ainda com o objetivo de evitar a expropriação dos terrenos para utilidade pública, foi realizada a venda de Primavalle, que foi vendida a particulares que deram início aos primeiros loteamentos. No início do século XX, a cidade de Roma se desenvolveu muito, especialmente na margem esquerda do rio Tibre, ao passo que o lado direito, o mesmo da Cidade do Vaticano, permaneceu sendo uma zona primordialmente rural. Em 1921 foi constituído o subúrbio S. X Trionfale, que incorporou toda a região. 
Na região ao redor da Pineta Sacchetti surgiram muitos villinos rodeados de áreas verdes, rodeados de jardins e de edifícios mais modestos de caráter rural. Paralelamente, na via homônima (chamada na época de Via del Pidocchio), foram construídos o Casale di Primavalle, a Vaccheria di Primavalle e a Piazza di Primavalle (rebatizada, em 1956, como Piazza Pio IX), ligadas pela longa via di Primavalle (atualmente subdividida em Via Cardinal Garampi e Via Pio IX) que seguia até a Via Boccea. Naqueles anos, os amplos espaços livres da propriedade, pouco habitados, eram utilizados para exercícios militares, alguns documentados em filmes da época. Previa-se, para a área, um empreendimento do tipo "cidade-jardim", que acabou não se realizando porque, no período pós-guerra, foram construídos muitos edifícios de vários andares, o que alterou parcialmente a aparência original da área.
Em 1923, atualizando e re-estruturando o velho Casale di Primavalle, já em desuso, que ficava depois do Forte Braschi, as irmãs da congregação das Filhas Pobres de São José Calasanz, da beata Celestina Donati, fundaram o "Oásis de Primavalle", que acolhia crianças entre 3 e 10 anos de idade, filhos de detentos e órfãos; com o passar do tempo, ali foi fundada também uma escola. Mais tarde, outras congregações religiosas assumiram o controle do complexo, como as irmãs ursulinas da madre Urszula Ledóchowska, mas sobretudo os Pobres Servos da Divina Providência (Opera Don Calabria), que já cuidavam da igreja de San Filippo Neri alla Pineta Sacchetti com o padre Isaia Filippi,  responsáveis pela construção da pequena igreja de Santa Maria Assunta e San Giuseppe a Primavalle, re-estruturada e ampliada na década de 1950, na moderna Piazza Clemente XI.
Por conta destas condições, quando foram criados os borgos oficiais (em latim: borgatte) durante o período fascista para acolher a população afetada pelas desapropriações no centro histórico após o plano diretor (em italiano:  Piano Regolatore) de 1931, que previa a abertura de grandes avenidas pela cidade, um deles foi criado além da Pineta Sacchetti e chamado também de "Primavalle", aproveitando os edifícios já existentes e a infraestrutura que já estava presente. Os novos habitantes, cerca de 5 000 pessoas, vinham da região onde foi aberta a Via della Conciliazione (no rione Borgo), Porta Metronia, Monte Caprino e Via dei Fori Imperiali.
A construção do novo assentamento foi iniciada oficialmente a partir de 1936 pelo IIstituto Fascista Case Popolari (IFCP). Antes disto, o Governorato de Roma já havia construído um dormitório público (o edifício que hoje abriga a Biblioteca Comunale e escritórios municipais) que era flanqueado por casinhas térreas, construídas pelos próprios habitantes com materiais reaproveitados e sem nenhum tipo de serviço público (água, luz etc.). Primavalle era considerada uma região em grande parte isolada do centro e, como vários outros desses novos borgos, mas sua situação era agravada pela dificuldade de acesso por causa da presença dos vales que lhe deram o nome.
O borgo foi inaugurado em 1939 e ficava ao longo do eixo viário central da nova Via della Borgata di Primavalle (hoje a Via Federico Borromeo), com uma estrutura bastante linear típica dos borgos fascistas e uma arquitetura minimalista. Característica desses borgos era a extrema pobreza dos habitantes e a falta de serviços públicos (especialmente o transporte até o centro), uma situação que perdurou por cerca de três décadas.
O quartiere em si começou a ser criado na década de 1950, com um marco importante em 1959, quando foi construída a Piazza Capecelatro, a igreja de Santa Maria della Salute e alguns edifícios ao lado das casas populares. O núcleo original do borgo fascista passou a assumir cada vez mais um papel de centralidade em relação às áreas circundantes, em parte caracterizadas por um desenvolvimento urbano desorganizado, sobretudo a região norte. De fato, na década de 1960, começou a se desenvolver uma zona ao redor de Torrevecchia, com a construção de edifícios de muitos pisos sem uma regulamentação adequada do ponto de vista urbanístico. Permanecia o problema de transporte na região, caracterizada por vias estreitas, ausência de estacionamentos e poucas áreas verdes.
Em 13 de setembro de 1961, o borgo de Torrevecchia foi incorporado ao recém-fundado "Quartiere Primavalle", recortando as duas áreas do território do antigo subúrbio S. X Trionfale. Foi incorporada também a região vizinha à Pineta Sacchetti, que permaneceu intocada pelos fascistas, mas que estava se desenvolvendo rapidamente e sofrendo dos mesmo problemas das regiões vizinhas, como revela o fato de a igreja de San Lino ter sido abrigada numa estrutura temporária, uma situação que só foi resolvida na década de 2000 com a construção da nova igreja.
Na noite de 16 de abril de 1973, alguns ativistas do grupo esquerdista Potere Operaio, entre os quais Achille Lollo, jogaram um líquido inflamável na porta da casa do secretário da seccional de Primavalle do Movimento Sociale Italiano - Destra Nazionale, Mario Mattei. O incêndio decorrente, conhecido como Rogo di Primavalle ("Incêndio de Primavalle"), destruiu completamente o apartamento matando os dois filhos de Mattei, Virgilio, de 22 anos, e Stefano, de apenas 8.
Entre o fim da década de 1970 e a primeira metade dos anos 80, foi realizada no quartiere uma das primeiras intervenções de requalificação que determinaram o seu aspecto atual. Nos anos seguintes, foram construídos novas moradias populares na Via Torrevecchia e, na década de 2000, começou a re-estruturação das moradias mais antigas. Com o tempo, o antigo borgo se uniu ao resto da cidade e Primavalle hoje é uma zona semi-periférica de Roma.
Uma peculiaridade de Primavalle é a construção dos chamados "scioperi alla rovescia" ("greves reversas"). Diante da inação das instituições, os cidadãos realizaram por conta própria estruturas necessárias para viabilizar o transporte no borgo. Um exemplo típico foi a construção, às próprias custas e trabalhando em feriados, de algumas ruas de ligação com a Via della Pineta Sacchetti ainda antes da década de 1950, como a Via del Forte Braschi, Via dei Monti di Primavalle e a importante Via Mattia Battistini, que, até a década de 1970, era uma zona de cultivo e hoje tem um papel fundamental na rede de transportes de Primavalle.
Dada a situação de pobreza econômica de grande parte da população, alimentada também por um consistente fluxo migratório de pessoas entre as décadas de 1950 e 1970, o quartiere foi, por muito tempo e, em menor grau, ainda hoje, acometido por problemas de criminalidade, especialmente nos crimes ligados ao tráfico de drogas.

## Vias e monumentos
- Monte Mário
- Parco regionale urbano del Pineto
- Via Trionfale

## Edifícios

### Outros edifícios
- Ex Manicomio Santa Maria della Pietà

### Igrejas
- San Cipriano
- San Filippo Neri alla Pineta Sacchetti
- San Giuseppe all'Aurelio
- San Lino
- San Luigi Grignion de Montfort
- Santa Maria Assunta e San Giuseppe a Primavalle
- Santa Maria della Divina Provvidenza a Primavalle
- Santa Maria della Presentazione
- Santa Maria della Salute
- Cappella degli Oblati di San Giuseppe
- Santa Sofia